# 式守伊之助 (9代)
9代 式守 伊之助（きゅうだい しきもり いのすけ、1854年6月 - 1910年6月28日）は、大相撲の立行司。本名は水戸部→刀根福造。出身地は現在の栃木県下都賀郡藤岡町。

## 人物
初めは力士志望だったが、行司に転向した。6代式守伊之助に師事し、1871年3月場所で式守竹二郎の名で初めて番付に載った。その後、初代式守錦之助に改め、2代式守錦太夫から4代式守与太夫を経て、1882年1月幕内格（紅白房）。1898年5月に9代伊之助を襲名した。声や態度も凛然としていた行司だった。1910年6月28日死去。享年56。